# Torsten Rennert
Torsten Rennert (* etwa 1972 in der DDR) ist ein ehemaliger deutscher Kinderdarsteller.

## Leben
Torsten Rennert war im Jahr 1982 zum ersten Mal im Fernsehen zu sehen, nämlich als Benno Pfeffer in der zweiteiligen Komödie Benno macht Geschichten.
Danach erlangte er große Popularität, an der Seite von Herbert Köfer, Irma Münch und Marijam Agischewa, durch seine Mitwirkung in den beiden Fernsehserien Familie Neumann und Neumanns Geschichten in der Rolle des Jan Neumann.
Danach war Torsten Rennert nicht wieder als Schauspieler vor der Kamera tätig.

## Filmografie
- 1982: Benno macht Geschichten (TV-Zweiteiler)
- 1984: Familie Neumann (Fernsehserie)
- 1986: Neumanns Geschichten (Fernsehserie)